# Nigerophiidae
De Nigerophiidae zijn een familie van uitgestorven slangen, waarvan de fossiele overblijfselen zijn gevonden in Afrika, Azië, Madagaskar en Europa in bodems die tussen het Laat-Krijt en het Midden-Eoceen (ongeveer 85 - 45 miljoen jaar geleden) zijn ontstaan.

## Beschrijving
Deze slangen waren klein van formaat en waren meestal niet langer dan een meter. Ze staan vooral bekend om hun kenmerkende wervels: ze werden gekenmerkt door de aanwezigheid van horizontale of enigszins schuine condylaire assen, door het bovenste deel van het structureel eenvoudige zygantrum, door bijna verticale zijwanden van de achterste wervelboog, door de gewrichtsfacetten van de kleine en schuin georiënteerde prezygapophyses. Over het algemeen waren de wervels nogal langwerpig en waren er geen pterapophyses (zijuitsteeksels gelijken op vleugels), afwijkend van de verwante Palaeophiidae.

## Classificatie
De familie Nigeropheidae werd in 1975 benoemd door Rage om plaats te bieden aan het geslacht Nigerophis uit het Paleoceen van Niger. Talrijke andere archaïsche slangen werden aan deze familie toegewezen, zoals Woutersophis van het Midden-Eoceen van België, Nubianohis van het Laat-Krijt van Soedan, Indophis van het Laat-Krijt van India en Madagaskar, Kelyophis van het Laat-Krijt van Madagaskar, Amananulam van het Paleoceen van Mali en Nessovophis van het Vroeg-Eoceen van Kazachstan. Fossielen uit het Vroeg-Cenomanien van Marokko en het Laat-Eoceen van Kazachstan zijn ook met enige twijfel toegewezen aan de familie Nigeropheidae.
De Nigerophiidae worden beschouwd als een archaïsche groep van de Alethinophidia, misschien gerelateerd aan de Paleophiidae.

## Paleo-ecologie
De vorm van de wervels van deze slangen geeft aan dat de Nigerophiidae naar alle waarschijnlijkheid waterslangen waren, mogelijk uitstekende zwemmers, die waarschijnlijk ook gravende gewoonten hadden.